# Kintrockat House
Kintrockat House ist eine Villa nahe der schottischen Kleinstadt Brechin in der Council Area Angus. 1971 wurde das Bauwerk in die schottischen Denkmallisten in der höchsten Denkmalkategorie A aufgenommen. Die zugehörige Lodge ist als Kategorie-C-Bauwerk geschützt.

## Geschichte
Die Villa wurde vermutlich im Jahre 1721 erbaut. Im Rahmen einer bauarchäologischen Untersuchung, die 2016 durchgeführt wurde, konnten fünf Bauphasen identifiziert werden. Die rückwärtigen Flügel stammen aus dem späteren 18. Jahrhundert, vermutlich aus dem Jahr 1791. Im 20. Jahrhundert wurde Kintrockat House überarbeitet. Im Jahre 2013 wurde die Villa in das Register gefährdeter denkmalgeschützter Bauwerk in Schottland aufgenommen. 2012 wurde sein Zustand als schlecht bei gleichzeitig geringer Gefährdung eingestuft. Seit 2016 wurde die Villa restauriert.

## Beschreibung
Kintrockat House steht rund drei Kilometer südwestlich von Brechin. Seine Fassaden sind mit Harl verputzt, wobei Natursteineinfassungen ausgespart wurden. Die südexponierte Hauptfassade des zweistöckigen, länglichen Gebäudes ist drei Achsen weit. Sie schließt mit einem kleinen Dreiecksgiebel. Zur Rückseite gehen zwei flachere Flügel ab.
Die einstöckige Lodge stammt aus dem frühen 19. Jahrhundert. Sie steht rund 600 Meter nordöstlich der Villa abseits der A90 nahe der Einmündung der A935 und flankiert den Zufahrtsweg zu Kintrockart House. An ihrer Nordfassade finden sich ein gotisches Maßwerk. Das Gebäude schließt mit einem hohen Pyramidendach.